# Dennis Kramer
Dennis Kramer (Colonia, 10 de enero de 1992-Barterode, 27 de agosto de 2023) fue un baloncestista alemán que jugó en las posiciones de pívot y ala-pívot.

## Carrera

### Club
| Periodo   | Club                  |
| --------- | --------------------- |
| 2010–2014 | San Diego Toreros     |
| 2014      | Brose Bamberg         |
| 2014      | BCM Baunach           |
| 2014–2015 | TBB Trier             |
| 2015–2017 | EWE Baskets Oldenburg |
| 2017–2021 | BG Göttingen          |
| 2022–2023 | ASC 46 Göttingen      |

### Selección nacional
Representó a Alemania en las categorías sub-18 y sub-20. Participó en la Universidad de 2015 donde ganó la medalla de plata.

## Muerte
Kramer falleció el 27 de agosto de 2023 a los 31 años a causa de un accidente de tráfico en Barterode en Baja Sajonia.